# 中谷弥生
中谷 弥生 (なかたに やよい、1969年 - ) は、日本の報道記者、実業家。TBSテレビ取締役。夫は衆議院議員の江田憲司。

## 人物
兵庫県神戸市出身。東京女子大学社会学科卒業後、1992年、TBSテレビに入社。朝の情報番組のアシスタントディレクター・ディレクターを経て、報道局政治部の記者として官邸や自民党等を担当。報道記者を離れ、メディアビジネス局で、テレビコンテンツや映画のキャンペーン・販促企画を手掛ける。その後、編成局編成部、営業局営業推進センター長、メディアビジネス局長、DXビジネス局長を経て、2022年取締役。また日本広告審査機構の理事を務める。2024年TBSホールディングス執行役員。